# Dølby Kirke
Dølby Kirke er en kirke i Dølby Sogn i det tidligere Hindborg Herred Viborg Amt. Kirken var i middelalderen viet til Sankt Martin, øst for kirken har ligget en helligkilde, som formodentlig har været et valfartssted. Kor og skib er opført i romansk tid af granitkvadre over dobbeltsokkel, profileret over skråkant. Den tilmurede norddør er bevaret med glat overligger og rundstave langs karmene, syddørens indramning blev nedtaget i 1872 og bl.a. brugt som trinsten. Østvinduet i koret og to romanske vinduer i skibets nordmur er bevaret i tilmuret tilstand, skibets vestlige vindue har rundstav langs buekanten. Øverst i østgavlen ses et firpasmønster som blænding. Støttepillerne ved korets østmur er senere tilføjelser. Tårnet er opført i sengotisk tid af munkesten iblandet kampesten, pyramidespiret menes opført efter 1750, tårnets murværk mod syd og vest blev skalmuret i 1871. Våbenhuset er opført i 1869.
Kor og skib har flade bjælkelofter. Korbuen er bevaret med profilerede kragbånd, hvor man kan ane slyngornamentik. Alterbordet dækkes af et panel fra omkring 1600, felternes evangelistmalerier er oprindelige. Altertavlen er ligeledes fra omkring 1600, i felterne ses malerier af Sven Havsteen-Mikkelsen fra 1956, i midterfeltet ses Korsnedtagelsen, i sidefelterne ses morgenrøde og aftenrøde. De tidligere alterbilleder fra 1877 af A.F. Jæger er nu ophængt i skibet. Prædikestolen fra 1643 har evangelistmalerier i felterne.
Den romanske døbefont af granit har glat kumme med rundstave og firkantet fod med hjørnekløer. På foden kan man ane slyngornamentik som korbuens.

## Galleri
- Østgavlen af kirken
- Korbuekragsten mod syd
- Altertavlen

- Alterbord
- Prædikestol
- Døbefont

## Eksterne kilder og henvisninger
- Wikimedia Commons har flere filer relateret til Dølby Kirke
- Dølby Kirke Arkiveret 31. januar 2011 hos  Wayback Machine på nordenskirker.dk
- Dølby Kirke Arkiveret 19. september 2015 hos  Wayback Machine på KortTilKirken.dk